# Luz Rello Sánchez
Luz Rello Sánchez (Madrid, 1984) es una investigadora española, doctora por la Universidad Pompeu Fabra. En 2013 se convirtió en la primera española en recibir el premio European Young Researchers' Award (EYRA) (Premio para jóvenes investigadores europeos) otorgado por la asociación Euroscience por su trabajo en el campo de la dislexia.

## Trayectoria
Rello Sánchez realizó sus estudios universitarios en Lingüística en la Universidad Complutense de Madrid, donde se graduó con honores. Posteriormente realizó estudios de maestría internacional en Procesamiento del Lenguaje Natural y Tecnologías del Lenguaje Humano, un programa conjunto de la Universidad de Franche-Comté, en Francia, la Universidad del Algarve, en Portugal, la Universidad of Wolverhampton, en Inglaterra y  la Universidad Autónoma de Barcelona, en España, donde se graduó nuevamente con honores.
En marzo de 2011 comenzó sus estudios de doctorado en la Universidad Pompeu Fabra, en Barcelona, España, desde donde lleva a cabo sus investigaciones dentro del Departamento de Tecnologías de la Información y las Comunicaciones. Leyó su tesis sobre DysWebxiaa text accessibility model for people with dyslexia, en 2014 en dicha universidad.

## Premios y reconocimientos
Durante su trayectoria académica, Rello Sánchez ha obtenido más de una decena de premios, becas y reconocimientos; algunos de ellos son:
- Premio a la Excelencia Académica de la Comunidad de Madrid 2007 - 2008
- Premio a los mejores estudiantes de licenciatura de la Universidad Complutense de Madrid 2007
- Premio a la mejor estudiante de maestría 2008 - 2010
- Beca de doctorado de la Generalidad de Cataluña 2011 - 2014
- Beca Google Anita Borg 2011.[8]
- Beca Santander para Jóvenes Profesores e Investigadores 2012

- En 2013, Rello Sánchez fue galardonada con el European Young Researchers' Award (EYRA) (Premio para jóvenes investigadores europeos), el cual otorga la organización Euroscience,[9] una asociación independiente de promoción y fomento científico y tecnológico en Europa,[10] por su trabajo de investigación en el área de ciencias de la computación y accesibilidad para personas con dislexia.[5]
- En 2018 recibió el Premio Mujeres a Seguir.[11]
- En 2022 Lus Rello Sánchez fue la protagonista del Proyecto Mujeres de Ciencia de la Universidad Politécnica de Valencia y de Las Naves, del Ayuntamiento de Valencia, cuyo mural está situado en el IES Almussafes y es obra del Duo Amazonas.[12]

## Proyectos

### Change Dyslexia
Luz Rello crea en 2015 la empresa social Change Dyslexia con el fin de poner en práctica más de 6 años de investigación por medio de una organización independiente que tiene como principal objetivo la reducción global de las tasas de abandono escolar debidas a la dislexia. La dislexia es normalmente un trastorno oculto y escasamente tratado, a pesar de su elevada prevalencia, estimada entre el 7% y 10% de la población.

### DysWebxia
El trabajo de doctorado de Rello Sánchez se centra en la dislexia y en el desarrollo de un modelo que le facilite el acceso a Internet a las personas que padecen esta dificultad de aprendizaje; el modelo de trabajo se llama DysWebxia y se basa en dos premisas: en la estructura de la página web a partir de su lenguaje de programación, y en el contenido, específicamente en el desarrollo del texto, ya que las aplicaciones actuales que facilitan el acceso al Internet a personas con dislexia sólo modifican el diseño de las página o del sitio web, pero no su contenido.
El modelo ya ha sido integrado en dos aplicaciones, una directamente en línea en el facilitador text 4 all dyswebxia, el cual adapta una página web normal a una accesible para personas con dislexia, y otra en el software lector de textos IDEAL Group Reader, el cual permite a las personas con dislexia acceder a textos adaptados para ellos a través de texto o de audio.

### Dyseggxia
DISCLAIMER: El juego ha cambiado de nombre. ahora se llama DYTECTIVE, es un aplicación móvil en la cual se pueden realizar 7 días de prueba. se puede ingresar como alumno, profesor o terapeuta. 
Rello Sánchez es cofundadora de una compañía emergente llamada Cookie Cloud, con la que ha desarrollado un juego con ejercicios de texto orientado a niños con dislexia. El juego ofrece tres niveles de dificultad y cada uno cuenta con cinco tipos diferentes de ejercicios: inserción, omisión, sustitución, derivación y separación de frases.
El juego es ofrecido de forma gratuita para los sistemas operativos iOS y Android. Aunque la versión original del mismo fue desarrollada en español, Rello Sánchez y sus colegas están desarrollando una versión en inglés y otra en catalán.

## Publicaciones
Desde 2006, Rello Sánchez ha escrito varios artículos relacionados al lenguaje y a la dislexia, tanto individualente como en colaboración con otros autores. El primero de ellos se tituló "Una nueva perspectiva de la traducción de los clásicos en el Renacimiento español" y fue presentado en el VI Congreso Nacional de la Asociación de Jóvenes Investigadores de Historiografía e Historia de la Lengua. A partir de entonces, ha escrito más de cincuenta artículos, treinta y nueve de ellos como autora principal, y entre los que se encuentran:
- Simplify or Help? Text Simplification Strategies for People with Dyslexia. Rello, Luz; Ricardo Baeza-Yates; Stefan Bott & Horacio Saggion. 2013. W4A 2013: The 10th International Cross Disciplinary Conference on Web Accessibility. May 13-15, 2013, Rio de Janeiro, Brazil.
- Size Matters (Spacing not): 18 Points for a Dyslexic-friendly Wikipedia. Rello, Luz; Martin Pielot; Mari-Carmen Marcos & Roberto Carlini. 2013. W4A 2013: The 10th International Cross Disciplinary Conference on Web Accessibility. May 13-15, 2013, Rio de Janeiro, Brazil.
- The Impact of Lexical Simplification by Verbal Paraphrases for People with and without Dyslexia. Rello, Luz; Ricardo Baeza-Yates & Horacio Saggion. 2013. CICLing 2013: The 12th International Conference on Intelligent Text Processing and Computational Linguistics. To appear in Lecture Notes in Computer Science. Samos, Greece, 24-30 March.
- Can Spanish Be Simpler? LexSiS: Lexical Simplification for Spanish. Bott, Stefan; Rello, Luz; Drndarevic, Biljana & Saggion, Horacio. 2012. Coling 2012: The 24th International Conference on Computational Linguistics, Mumbai, India, 8-15 December.
- Prosodic Correlates of Pronoun Disambiguation in Spanish. Rello, Luz & Llisterri, Joaquim. 2012. Estudios de Fonética Experimental. XXI. pp. 195-214.
- IDEAL: a Dyslexic-Friendly eBook Reader. Kanvinde, Gaurang; Rello, Luz & Baeza-Yates, Ricardo. 2012. ASSETS 2012: The 14th International ACM SIGACCESS Conference of Computers and Accessibility, Boulder, USA, 22-24 October.
- La interfaz entre prosodia y discurso en la resolución de la anáfora pronominal en español (The interface between prosody and discourse on pronominal anaphora resolution in Spanish). Llisterri, Joaquim & Rello, Luz. 2012. Chapter in Jiménez Juliá, Tomás; López Meirama, Belén; Vázquez Rozas, Victoria & Veiga Alexandre (coords). Cum corde et in nova grammatica. Estudios ofrecidos a Guillermo Rojo. Santiago de Compostela: Universidade de Santiago de Compostela. ISBN 9788498879148. p. 465-475.
- A Mobile Application for Displaying More Accessible eBooks for People with Dyslexia. Rello, Luz; Kanvinde, Gaurang & Baeza-Yates, Ricardo. 2012. DSAI 2012: The 4th International Conference on Software Development for Enhancing Accessibility and Fighting Info-exclusion. Douro Region, Portugal, 19-22 July.
- Graphical Schemes May Improve Readability but not Understandibility for People with Dyslexia. Rello, Luz; Ricardo Baeza-Yates, Horacio Saggion & Eduardo Graells. 2012. PITR 2012: NAACL HLT 2012 Workshop Predicting and improving text readability for target reader populations. Montreal, Canada, 7 June, p. 25-32.
- A First Approach to the Creation of a Spanish Corpus of Dyslexic Texts. Rello, Luz; Ricardo Baeza-Yates, Horacio Saggion & Jennifer Pedler. 2012. NLP4ITA 2012: LREC Workshop Natural Language Processing for Improving Textual Accessibility. Istanbul, Turkey, 27 May, p. 22-26.
- Lexical Quality as a Proxy for Web Text Understandability. Rello, Luz & Baeza-Yates, Ricardo. 2012. WWW 2012: The 21st International World Wide Web Conference. Lyon, France, 16-20 April, p. 591-592.
- Aprende a conjugar el verbo en español. (Learn how to conjugate Spanish Verbs). Álvarez Mellado, Elena; Ayuso de Santos, Daniel; Basterrechea, Eduardo; Borsari, Elisa; Calvo Tello, José; Gutiérrez, César; Ortega, Miguel; de Pablos López, Alejandro; Pérez Ramón, Rubén; Rello, Luz; & Ruiz, Aitor. 2012. Madrid: Molino de Ideas. ISBN 978-84-937706-1-7.
- Onoma: A Linguistically Motivated Conjugation System for Spanish Verbs. Rello, Luz & Basterrechea, Eduardo. 2011. CICLing 2011: The 12th International Conference on Intelligent Text Processing and Computational Linguistics, Lecture Notes in Computer Science, 6608, p. 227-138. New York: Springer. Tokyo, Japan, 20-26 February.
- Clasificación y Anotación de Clases de Sujetos en Portugués. (Classification and Annotation of Subject Ellipsis in Portuguese). Rello, Luz & Gayo, Iria. 2011. SEL 2011: XL Simposio Internacional y III Congreso de la Sociedad Española de Lingüística. Madrid, Spain, 7-10  February, 2011.
- Términos de color en español: Semántica, morfología y análisis lexicográfico. Definiciones y matices semánticos de sus afijos. (Spanish Color Terms: Semantic, Morphological and Lexicographic Analysis). Rello, Luz. 2009. Diálogo de la Lengua, I, p. 90-164.

## Vida personal
La motivación de Rello Sánchez para dedicarse al trabajo de dislexia se originó en su experiencia personal, ya que ella misma padeció esta dificultad de aprendizaje durante su niñez. Después de haber alcanzado sus triunfos académicos y de mantener el padecimiento como un secreto, decidió confesárselo al profesor Ricardo Baeza-Yates, quien la impulsó a hacer los estudios de doctorado y quien se convertiría en su supervisor en el mismo.
Rello Sánchez ha descrito su experiencia con la enfermedad como muy difícil y ha reconocido que en esa época jamás imaginó que terminaría estudiando un doctorado y menos, que terminaría la escuela primaria:

Never, ever did I imagine enrolling in a PhD program, nor even in my wildest dreams did I dare to consider going to university. Actually, I used to think that I was not going to be able to finish school. I don't know how familiarized you are with primary school failure, it is something complicated. It is like the snake biting its tail, extremely difficult to get out the circle, even if you try, as already your teachers and classmates believe you are inept. Nowadays, my colleagues at my university office think I work very hard. But no, they don't know. It was when I was a kid that I used to work hard: mornings, afternoons, evenings and after.
Nunca jamás imaginé que entraría a un programa de doctorado, ni siquiera en mis sueños más atrevidos pensé en entrar a la universidad. De hecho, solía pensar que ni siquiera terminaría la escuela. No sé que tan familiarizados estén con el fracaso escolar en la primaria, pero es algo complicado. Es como una serpiente mordiéndose la cola, es muy difícil salir del círculo, aunque lo intentes, porque tus compañeros de clase y tus maestros están convencidos de que eres un inepto. En la actualidad, mis colegas en la oficina de la universidad piensan que trabajo muy duro. Pero no, no tienen idea. Cuando era niña sí que trabajaba duro: en las mañanas, por las tardes, en la noche y aún después.
Luz Rello

Rello Sánchez también ha escrito cuentos y artículos de índole literario y una obra de teatro llamada "Blancanieves y te sacarán los ojos", la cual fue puesta en escena en el teatro madrileño Pablo Iglesias, en diciembre de 2005. Así mismo, le gusta diseñar ambigramas, de los cuales ha hecho más de una centena.
Rello Sánchez tiene una beca otorgada por la Generalidad de Cataluña, la cual ha sufrido de recortes por la crisis económica de su país, una situación que le ha hecho considerar la posibilidad de continuar sus investigaciones fuera de España.